# Сант Анджело
Замъкът Сант Анджело (на италиански: Castel Sant'Angelo; на английски: Castle of the Holy Angel) – също известен като Мавзолей на Адриан (на италиански: Mausoleum of Hadrian), е римски архитектурен паметник, разположен в Рим. Първоначално е гробница, след това замък, резиденция на папите и хранилище за техните ценности и едновременно затвор. В наши дни е музей.

## Римски период
Император Адриан започва да го строи през 135 г. като мавзолей за себе си и членовете на своето семейство. След смъртта на Адриан строителството завършва през 139 г. неговият приемник Антонин Пий. Мавзолеят бил подобен на етруски тумулус: на квадратна основа (с дължина на страната 84 м) е поставен цилиндър (с диаметър 64 м и височина около 20 м), увенчан с насипна пръст, завършващ на върха със скулптурна група – императорът, управляващ квадрига. В мавзолея били поставени погребалните урни на императорите, управлявали между Адриан и Септимий Север. След това гигантското съоръжение е включено в построените при Аврелиан стени, обкръжаващи града и започнало да се използва за военни и стратегически цели.

## Християнски период
Според легендата през 590 г., по време на чумна епидемия, папа Григорий Велики видял на върха на крепостта архангел Михаил, който сложил меча в ножницата си, което означавало край на бедствието. Оттам и произлязло името на замъка – Сант Анжело.
Римските папи превръщат сградата в крепост. Между Ватикана и Сант Анджело е изграден покрит коридор Пасето, използван от папите, като път за бягство. Климент VII през 1527 г. се скрива в замъка, когато войската на император Карл V влиза в Рим. В обсадения замък по това време се намира и взема дейно участие в отбраната и известният скулптор и ювелир Бенвенуто Челини. Няколко години по-късно той е заключен в затвора, но успява да направи невъзможното – да избяга.

### В изкуството и литературата
- Затворът е сцена на трето действие на операта „Тоска“ на Джакомо Пучини. Действието се развива в Рим през 1800 г. В затвора попада осъденият на смърт художник Каварадоси. След разстрела, любовницата му Тоска се самоубива, като се хвърля от укрепленията на замъка в реката Тибър.
- Някои сцени от романа „Ангели и демони“ на Дан Браун се развиват в замъка.